# Fenen
Fenen är en sjö i Ljungby kommun och Värnamo kommun i Småland och ingår i Helge ås huvudavrinningsområde. Sjön är 9,2 meter djup, har en yta på 1,78 kvadratkilometer och är belägen 165 meter över havet. Sjön avvattnas av vattendraget Ålabäcken. Vid provfiske har bland annat abborre, braxen, gers och gädda fångats i sjön.

## Delavrinningsområde
Fenen ingår i det delavrinningsområde (630743-140657) som SMHI kallar för Utloppet av Fenen. Medelhöjden är 171 meter över havet och ytan är 8,56 kvadratkilometer. Det finns inga avrinningsområden uppströms utan avrinningsområdet är högsta punkten. Ålabäcken som avvattnar avrinningsområdet har biflödesordning 3, vilket innebär att vattnet flödar genom totalt 3 vattendrag innan det når havet efter 173 kilometer. Avrinningsområdet består mestadels av skog (68 procent). Avrinningsområdet har 1,95 kvadratkilometer vattenytor vilket ger det en sjöprocent på 22,8 procent.

## Fisk
Vid provfiske har följande fisk fångats i sjön:
- Abborre
- Braxen
- Gärs
- Gädda
- Mört